# Josef Chaim Sagher
Josef Chaim Sagher (20. června 1875, Galați – 9. listopadu 1946, Bat Jam), rabín, učitel židovského náboženství a filantrop, byl významnou osobností sionistického hnutí, které usilovalo o obnovu židovské státní samostatnosti. Během první světové války sloužil v rakousko-uherské armádě jako c. k. polní rabín. Podílel se na potírání antisemitismu v Evropě, zvláště ostře vystupoval proti pochybnému antisemitskému katolickému kultu „světce“ Andrease z Rinnu. Zasloužil se o vzdělávání židovské mládeže. Snažil se o integraci židovských exulantů například z Haliče a Bukoviny v česko-saském Krušnohoří. Před nacistickou okupací Československa se zasloužil o přesídlení stovek československých židů do Palestiny.

## Život
Josef Chaim Sagher se narodil 20. června 1875 v rumunském Galați. Již jako mládežník se horlivě angažoval pro myšlenku sionismu. Vzhledem k častým protižidovským pogromům v Galați se rozhodl přesunout do střední Evropy. Od roku 1896 působil jako kantor při synagoze v Lomnici u Brna, odkud také zaslal jako jeden z deseti tamější členů židovské obce svou zdravici prvnímu sionistickému koncilu ve švýcarské Basileji. Ještě téhož roku uzavřel sňatek s Idou Zeisel. Již v roce 1900 je pak Sagher doložen jako kantor synagogy v Napajedlech u Uherského Hradiště, kde se stává také učitelem a je mu konečně oficiálně přiznáno rakouské občanství. Někdy v této době získal též vysokoškolské vzdělání, kterého se mu dostalo patrně na universitě ve Vídni, neboť začal používat doktorský titul. V letech 1903–1904 působil v Dolních Kounicích a roku 1904 působil několik měsíců v nově vysvěcené synagoze v Přívoze.
Roku 1905 se se stal rabínem v městečku Pankrac v tehdy rakouské Slavonii (dnešní Chorvatsko). Zde však nesetrval příliš dlouho, neboť v listopadu 1906 si jej za svého rabína zvolila významná židovská obec v tyrolském Innsbrucku. V lednu roku 1907 byl Sagher jmenován c. k. polním rabínem II. třídy 14. pěšího regimentu rakousko-uherské armády. Mimo plnění svých rabínských povinností a výuky židovského náboženství pracoval také pro sionistické noviny „Die Welt“ a „Jüdische Zeitung“, intenzivně se věnoval především mládeži. Roku 1909 dokonce v mnichovském časopise „Palastina“ dokonce informoval o přesídlení své rodiny a ještě několika dalších židovských rodin do Palestiny. Z mnoha různých důvodů se však nakonec rozhodl zůstat v Innsbrucku. Pravidelně také přednášel o sionismu, například na tzv. Makabejské slavnosti 25. prosince 1910. Ve stejné době vystupoval s ostrou kritikou proti katolickému kultu „světce“ Andrease z Rinnu, který se měl ve středověku stát obětí údajné židovské rituální vraždy. Roku 1911 dokonce vypracoval kritickou historickou studii, v níž jasně dokázal, že se jedná o zcela smyšlenou legendu ze 17. století. Výsledky svého bádání poskytl brixenskému biskupovi Josephovi Altenweiselovi. Josef Sagher se v té době spřátelil s profesorem teologie na universitě v Innsbrucku Matthiasem Funkem. Z jeho iniciativy pak Sagher občasně na universitě přednášel, především o starozákonní etice. Na počátku 1. světové války sloužil Dr. Josef Chaim Sagher na frontě jako polní rabín.
Již v roce 1916 je však doložen jako rabín v Chodové Plané u Tachova, později v letech 1917 až 1920 v Sobědruhách u Teplic. Roku 1920 si jej jako svého rabína zvolila židovská obec v Kadani. V Kadani Sagher zůstal a působil zde celých osmnáct let. Z jeho iniciativy byla v Kadani 26. dubna 1924 odhalena pamětní deska kadaňským vojákům židovské víry, kteří padli na frontách 1. světové války. V Kadani se kromě svých rabínských povinností věnoval také učitelské činnosti, působil jako učitel na měšťanské škole a jako gymnaziální profesor na kadaňském gymnáziu. Předmětem jeho výuky bylo židovské náboženství. Také se intenzivně věnoval snahám o konsolidaci poměrů v kadaňské židovské obci, mimo jiné sen například zasazoval o integraci východních židů z Haliče a Bukoviny, z nichž byla většina tzv. bez státní příslušnosti. Později dokonce založil pobočku ve Vejprtech, kde se věnoval exulantům z řad ortodoxních židů v česko-saském Krušnohoří. Tehdy bydlel se svou rodinou v domě U Stříbrného gryfa čp. 685 v sousedství kadaňské synagy čp. 658 (dnes ulice Školní). Všechny Sagherovi děti získaly v demokratickém Československu kvalitní vzdělání: Klemens a Otto se stali stavebními inženýry, Felix a Erwin vystudovali v Praze medicínu a dcery Anna a Gertruda pracovaly jako učitelky.
Když se roku 1933 dostal v sousedním Německu k moci Adolf Hitler, bylo Sagherovi jasné, že je ohrožena jak československá demokracie, tak především zdejší židovská komunita. Ve spolupráci s tzv. Palestinským úřadem a britskými diplomaty v Praze se Sagher zasloužil o přesídlení stovek československých židovských obyvatel do Palestiny. Samotný Sagher pak uprchl s rodinnou do Palestiny v říjnu 1938 krátce před nacistickou okupací. Hrůzám tzv. Křišťálové noci, během které byla v Kadani vypálena synagoga, a židovské obyvatelstvo bylo surově napadáno, unikl jen těsně. V Československu však zůstal Sagherův syn Klemens se svou manželkou a dcerou, ti všichni byli později odvlečeni do vyhlazovacího tábora v Osvětimi, kde zahynuli. V Palestině žil Sagher nejprve u své dcery Gertrudy v Haifě, později se přestěhoval do Bat Jam u Jaffy. Josef Chaim Sagher zemřel 9. listopadu 1946, dva roky před obnovením samostatného Státu Izrael. Jeho manželka Ida umírá roku 1958. Sagherovi potomci dnes žijí v Izraeli a Spojených státech amerických. Syn Felix Sagher (zemřel roku 1981) byl uznávaný dermatologem a profesorem na Hebrejské univerzitě v Jeruzalémě. Vnuk Yoram Sagher je významným matematikem, v současnosti působí na Florida Atlantic University ve Spojených státech amerických.